# 21 (álbum)
21 é o segundo álbum de estúdio da artista musical britânica Adele. O seu lançamento ocorreu em 19 de janeiro de 2011, através da gravadora XL Recordings. Adele começou a compor canções para 21 em abril de 2009, quando ainda estava envolvida no relacionamento que subsequentemente inspirou o disco. Após a finalização de sua primeira turnê An Evening with Adele (2008-09), ela expressou insatisfação em apresentar-se novamente com a tragédia musical de seu álbum de estreia 19 (2008), e decidiu compor um álbum sucessor que fosse mais alegre e contemporâneo; contudo, as sessões de gravação terminaram prematuramente devido à falta de inspiração. A artista retomou a produção imediatamente após o término de sua relação, canalizando sua dor e depressão nas canções do material. O título do disco foi inspirado pela idade da intérprete durante a produção do trabalho.
21 possui uma sonoridade inspirada por gêneros como pop, soul, R&B; enquanto a sua instrumentação é composta por bateria, cordas, banjo, acordeão, baixo, violão, guitarra elétrica e elementos de música clássica. Liricamente, as faixas refletem-se ao término de relacionamentos, ao autoexame e ao perdão. As gravações do projeto ocorreram entre maio de 2009 e outubro de 2010 sob a produção da própria cantora juntamente a Jim Abbiss, Paul Epworth, Rick Rubin, Fraser T Smith, Ryan Tedder e Dan Wilson. 21 recebeu análises geralmente positivas da mídia especializada em música contemporânea, a qual prezou sua produção discreta, sua autenticidade vintage e os vocais de Adele. Consequentemente, rendeu à cantora e ao projeto uma série de prêmios, indicações e inclusões em listas, vencendo as seis categorias em que foi indicado durante os Grammy Awards.
Comercialmente, o disco desafiou as expectativas modestas da XL, e tornou-se um sucesso inesperado em 2011. Culminou as tabelas musicais de mais de 30 países e tornou-se um dos álbuns mais vendidos de todos os tempos. No Reino Unido é o disco mais vendido do século XXI e o quarto mais adquirido de todos os tempos, ultrapassou a coletânea musical The Immaculate Collection (1990), da cantora Madonna, ao ocupar por 23 semanas a primeira posição da tabela britânica de álbuns, a mais longa para uma artista solo feminina, um recorde reconhecido na edição de 2012 do Livro Guinness dos Recordes. Nos Estados Unidos, é o disco com melhor desempenho na história da Billboard 200, mantendo-se na primeira posição por 24 semanas. Tal desempenho comercial positivo resultou em diversas certificações, incluindo a de diamante pela Recording Industry Association of America (RIAA) e Music Canada (MC) e a de platina emitida por diversas associações, como a British Phonographic Industry (BPI). Mundialmente, comercializou cerca de 31 milhões de cópias e foi o álbum mais adquirido nos anos de 2011 e 2012, bem como do século 21 e da década de 2010.
A fim de promover o disco, cinco singles foram lançados. Os três primeiros, "Rolling in the Deep", "Someone like You" e "Set Fire to the Rain", atingiram o topo da estadunidense Billboard Hot 100, sendo que o inicial marcou a primeira liderança da artista no Reino Unido. "Rumor Has It" e "Turning Tables" foram as últimas a serem distribuídas, e obtiveram desempenho comercial moderado. Como forma de divulgação, Adele apresentou-se em premiações e programas televisivos e embarcou na turnê Adele Live (2011). Profissionais definiram 21 como uma mudança do estado abertamente sexual e bombástico da música popular da época, e atribuíram seu sucesso crítico e comercial às suas canções universalmente e profundamente autobiográficas. A revista Rolling Stone reconheceu-o como um dos 500 melhores álbuns de todos os tempos, e foi incluído no livro 1001 Albums You Must Hear Before You Die, que apresenta os 1001 álbuns necessários de se ouvir antes de morrer.

## Antecedentes e desenvolvimento
"Ele [meu ex-namorado] partiu meu coração quando escrevi este disco, então o fato de que as pessoas estão levando [o álbum] aos seus corações é o melhor jeito para recuperar-se. Pena que eu ainda não estou totalmente recuperada. Eu acho que vou levar dez anos para me recuperar da maneira que eu me senti desde meu último relacionamento".

—Adele falando sobre seus sentimentos ao e após compor 21 em entrevista ao Digital Spy.
Quatro meses após formar-se, Adele publicou duas canções na quarta edição da publicação online de artes PlatformsMagazine.com. Ela gravou uma fita demo constituída de três faixas para um projeto de classe e entregou-a para um amigo, que a postou no MySpace, onde tornou-se muito bem sucedida e fez com que ela recebesse uma ligação da gravadora independente XL Recordings. Adele duvidou que a oferta fosse real, pois a única gravadora que conhecia era a Virgin, e foi encontrar-se com os executivos da XL tendo um amigo como acompanhante. Nick Huggett, um dos executivos da editora, recomendou que ela conhecesse Jonathan Dickins na empresa September Management, e em junho de 2006, ele tornou-se seu representante oficial. A empresa estava administrando Jamie T na época, o que trouxe uma grande atração para Adele, que era grande fã do cantor e compositor. Huggett então contratou-a para a XL em setembro de 2006. Mais tarde, ela forneceu vocais para a canção "My Yvonne", de Jack Peñate, incluso no disco de estreia dele; durante a sessão de gravação, ela conheceu o produtor musical Jim Abbiss. Seu primeiro single, "Hometown Glory", foi lançado em outubro de 2007. Em 14 de janeiro de 2008, ela lançou "Chasing Pavements", a qual atingiu a vice-liderança da UK Singles Chart. Ambas as faixas foram inclusas em seu álbum de estreia, 19 (2008), que foi recebido com análises positivas de críticos musicais e debutou na primeira posição da UK Albums Chart. A Billboard declarou: "Certamente, Adele tem potencial para se tornar uma das artistas internacionais mais respeitadas e inspiradoras de sua geração". Mais tarde, 19 rendeu à cantora duas vitórias no Grammy Awards de 2009, nomeadamente "Artista Revelação" e "Melhor Performance Feminina de Pop".
Em abril de 2009, então com vinte anos, Adele iniciou seu primeiro relacionamento sério, com um homem 10 anos mais velho, e começou a compor canções para o sucessor de 19. Em resposta à mídia que a rotulava como uma cantora do velho soul devido à produção vintage e a natureza sentimental de suas músicas, ela decidiu trabalhar em um projeto que fosse mais alegre e contemporâneo. Entretanto, as sessões de composição foram geralmente improdutivas; em duas semanas, apenas uma faixa foi criada devido à satisfação da artista: a balada ao piano "Take It All" produzida por Abbiss e que diferia-se das canções de 19. Desiludida com a falta de inspiração e o lento progresso das sessões de composição, ela cancelou as datas das sessões seguintes. Sua inspiração para escrever "Take It All" surgiu durante um momento difícil em seu relacionamento. Ao apresentar a composição para seu então namorado, ambos iniciaram uma discussão que levou ao fim da relação de 18 meses. Desolada, porém musicalmente estimulada, a intérprete canalizou suas emoções na música, criando obras que examinavam seu namoro fracassado a partir das perspectivas de um ex-amante vingativo, uma vítima desolada, e a antiga paixão nostálgica.

## Gravação

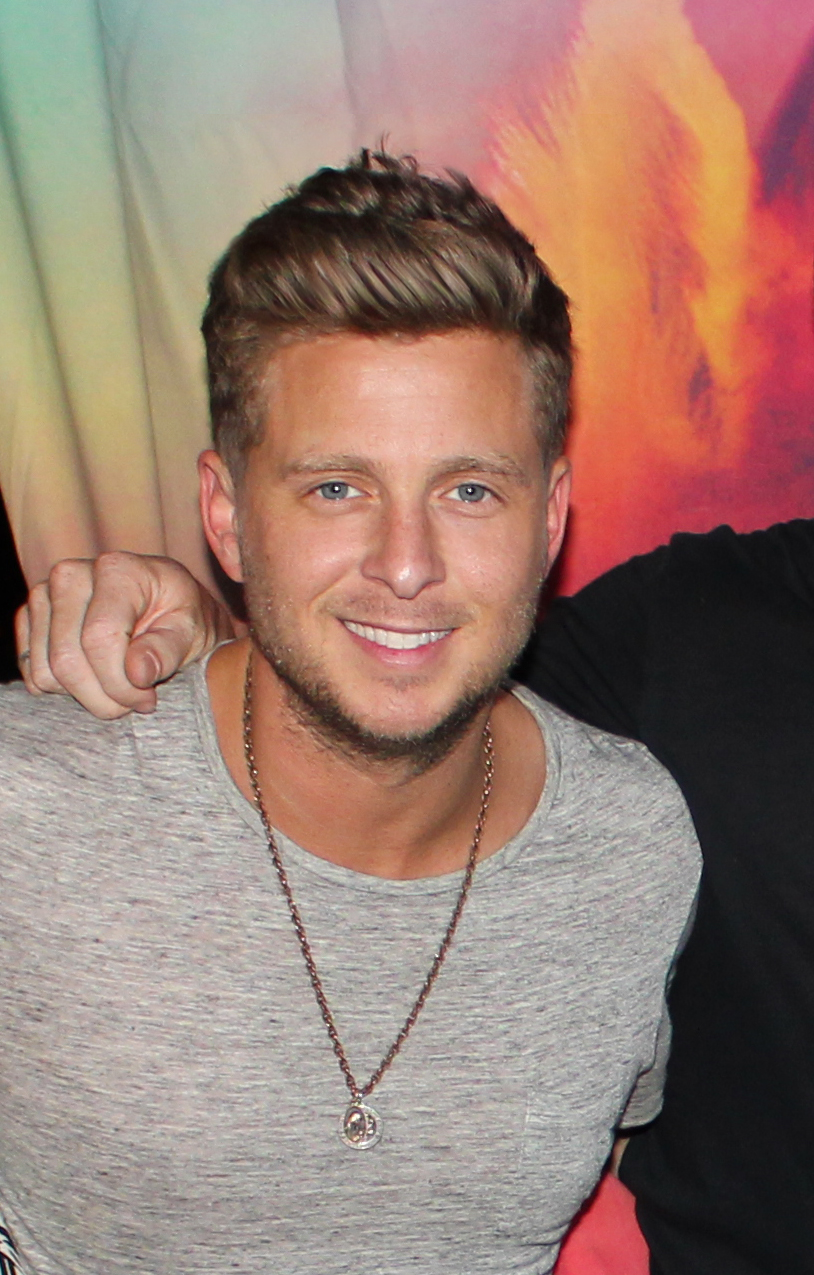
Ryan Tedder encontrou-se com Adele pela primeira vez durante a entrega do Grammy em 2009, e juntos os dois escreveram "Turning Tables" e "Rumour Has It".

As sessões de composição para 21 iniciaram logo depois que Adele separou-se de seu namorado. Um dia depois do término de seu relacionamento, ela contatou o produtor Paul Epworth, com a intenção de capturar a sua emoção em uma música: "Nós tivemos uma discussão fumegante na noite anterior [...] eu estava borbulhando. Então eu fui para o estúdio e extravasei". Embora ela tenha inicialmente planejado em completar uma balada que já havia começado a compor com Epworth há mais de um ano antes do início das sessões, o produtor sugeriu que ela procurasse um som mais agressivo. Juntos, eles reestruturaram a música e reescreveram as letras para refletir a experiência recente de Adele, decidindo sobre o título "Rolling in the Deep". Sua instrumentação foi envolvida organicamente: depois de tentar vários acordes de jazz, a intérprete tentou a primeira estrofe à capela, inspirando Epworth a improvisar uma melodia em seu violão. Uma forte batida de tambor foi criada para imitar seus batimentos cardíacos acelerados. Em dois dias, uma demo foi gravada para ser produzida pelo co-presidente da Columbia, Rick Rubin, no final daquele ano. Entretanto, Adele falou com Epworth meses depois para completar a produção da faixa. A demo foi integrada à versão final da obra. O produtor desenvolveu a instrumentação através das demonstrações vocais de Adele, depois que gravações subsequentes falharam em recapturar a emoção pura da primeira tentativa da artista. A faixa, conforme aparece no álbum, incluiu ainda os áudios fracos em que Epworth conta em uma cabine vocal imediatamente antes de a cantora começar a cantar. Após uma trajetória semelhante, o produtor britânico Fraser T Smith lembrou quando ele encontrou-se com Adele para compor "Set Fire to the Rain" em seu estúdio MyAudiotonic Studios em Londres. Depois que ambos criaram a demo, ela revisitou seu co-escritor para gravar a canção com ele, em vez de Rubin como havia inicialmente pretendido. Smith achou que a primeira tentativa de Adele era superior às suas tentativas posteriores, e usou a demo como o produto final da obra, completando-a com bateria ao vivo e uma seção de cordas elaboradas e arranjadas pelo músico britânico Rosie Danvers.
Tendo gravado demos de duas canções, a cantora encontrou-se com o músico americano Ryan Tedder, vocalista da banda OneRepublic, que estava em Londres na época para um programa de rádio. Ele expressou interesse em colaborar com Adele depois de ter se encontrado com ela na cerimônia de premiação do Grammy de 2009. Tedder chegou quatro horas mais cedo em sua primeira sessão no estúdio, ganhando tempo para familiarizar-se melhor com alguns dos trabalhos anteriores da artista. Apesar de desconhecer a situação da vida pessoal de Adele na época, ele compôs a sequência de abertura ao piano e as primeiras linhas de uma canção que mais tarde viria a ser "Turning Tables": "Perto o suficiente para começar uma guerra / Tudo que eu tenho está no chão". Coincidentemente, os versos capturaram perfeitamente a experiência da cantora, que havia chegado ao estúdio momentos depois de outra briga com seu antigo namorado. Irritada e sem foco, ela denunciou a tendência de seu amante em "virar o jogo" contra ela durante suas discussões, uma referência que Tedder decidiu referenciar nas letras da obra. Adele gravou a demo com Jim Abbis no dia seguinte. Ela e Tedder planejaram um segundo encontro e se reuniram novamente no Serenity West Studios semanas depois de escrever e gravar "Rumour Has It". Em uma entrevista, ele falou sobre seu espanto com a musicalidade e a coragem vocal da cantora depois de completar os vocais principais da faixa em dez minutos: "Ela cantou uma vez do começo ao fim de forma perfeita, sem perder uma nota. Então, eu olhei para o engenheiro e depois para ela, e disse: 'Adele, eu não sei o que te dizer, mas em dez anos eu nunca vi ninguém fazer isso'".
Depois de trabalhar com Smith, Tedder e Epworth, Adele viajou aos Estados Unidos para completar o restante da produção do álbum. Como sugestão de Ashley Newton, presidente da gravadora Columbia, ela encontrou-se com o compositor Greg Wells em seu estúdio localizado em Culver City, Los Angeles, onde eles escreveram a balada com toques gospel "One and Only". A canção evoluiu de uma progressão de piano de quatro acordes para um compasso 6/8, a qual Wells havia concebido antes de encontrar-se com a cantora. A letra, voltada para o novo interesse amoroso de Adele, foi escrita muito rapidamente e terminada em colaboração com Dan Wilson, com quem ela também compôs "Someone like You". Em 2008, a aparição de Adele no programa de esquetes de humor Saturday Night Live, da National Broadcasting Company (NBC), chamou a atenção do produtor Rick Rubin. No estágio inicial da produção do trabalho, ele havia sido convocado como o único produtor, e foi escalado para produzir todas as faixas. As demos que ela havia gravado com Epworth, Smith e Teddeer (incluindo "Rolling in the Deep" e "Set Fire to the Rain") foram mais tarde re-gravadas por Rubin quando ela encontrou-se com ele em seu estúdio Shangri-La Studio em Malibu, Califórnia, em abril de 2010.

"O canto dela em estúdio foi tão forte e comovente que ficou absolutamente claro que algo especial estava acontecendo. [...] Os músicos ficaram impressionados, pois raramente conseguem gravar com o artista presente [no estúdio], muito menos cantando. [...] Hoje em dia, muitas coisas são gravadas como overdubs nas faixas. Isso foi um verdadeiro momento interativo onde nenhum dos músicos sabiam o que eles estavam tocando e que todos estavam ouvindo tão profundamente e descobrindo completamente onde eles se encaixavam [...] toda a música estava canalizando a emoção da interpretação extravagante dos vocais de Adele".

—Rubin comentando a natureza das sessões de gravação com Adele.
Rubin, conhecido por seu estilo de produção pouco ortodoxo, levou Adele além de sua zona de conforto, e, apesar de ser atraída por seus métodos não convencionais, ela descreveu o trabalho do produtor como "assustador". Rubin foi em muitos dos concertos da artista ao longo de 2008 e 2009, e após uma performance feita no Hollywood Bowl, ele aproximou-se dela para elogiar seu som ao vivo. Quando encontraram-se em Malibu, ele tentou "capturar [a essência de] seus shows ao vivo ao longo de todo o disco [da cantora]", reunindo uma equipe de músicos — incluindo o baterista Chris Dave, o guitarrista Matt Sweeney, James Poyser no piano e Pino Palladino no baixo — para contribuir com instrumentação ao vivo nas sessões de gravação. Ele também decidiu não usar demonstrações musicais e instrumentos eletrônicos. Defensor de uma abordagem mais livre para a produção das músicas, Rubin confiou nos humores e sentimentos por trás da própria música para guiar o arranjo instrumental e melódico das canções. O produtor isolou a cantora no estúdio e encorajou-a, bem como seu time de músicos, a abordar o processo de produção com maior espontaneidade e menos contenção. A cantora também deixava os músicos e a equipe de produção emocionados enquanto gravava algumas das canções.
Depois de gravar o álbum com Rubin, Adele satisfez-se com muitas das canções. Em última análise, ela decidiu se desfazer de alguns trabalhos criados a favor dos materiais iniciais que havia feito com outros produtores, incluindo Epworth e Tedder, para que sua música refletisse a pura emoção que ela sentiu imediatamente após o término de seu relacionamento. De sua colaboração com Rubin, apenas quatro canções apareceram no disco: "Don't You Remember", "He Won't Go", "Lovesong" e "One and Only", bem como a faixa bônus estadunidense, "I Found a Boy". Semanas depois da conclusão de seus trabalhos com Rubin, Adele soube do recente noivado de seu ex-namorado, o que inspirou-a a compor a última faixa do álbum, "Someone like You". Sua gravadora ficou inicialmente insatisfeita com a produção esparsa da canção, que incluía a voz de Adele ao lado de um único piano, e questionou-a se ela queria regravá-la com a banda de Rubin. Entretanto, ela optou manter os arranjos, declarando que a faixa era pessoal para si e que ela escreveu-a para "libertar-se". 21 foi gravado entre maio de 2009 e outubro de 2010 nos estúdios AirStudios, Angel Studios, Eastcote Studios, Metropolis Studios, Myaudiotonic Studios, Sphere Studios e Wendyhouse Productions em Londres; Harmony Studios e Serenity Sound em West Hollywood, Califórnia; Patriot Studios em Denver, Colorado; e Shangri-La Studio, em Malibu, Califórnia.

## Lançamento e título
A capa de 21 foi revelada em 1 de novembro de 2010. A imagem em preto-e-branco caracteriza a artista de forma pensativa usando uma camisa de cor preta. Abaixo dela, é visto o seu nome escrito de cor branca e letra maiúscula, enquanto o título do álbum está esverdeado e posicionado ao lado do nome da cantora. Designada por Adele e Phil Lee, a fotografia foi tirada por Lauren Dukoff e classificada por Dale Eisinger, da revista Complex, como a 21ª melhor dos últimos cinco anos, além de ter sido descrita pela página Idolator como "serena" e "simples". Um mês após a revelação da capa, a lista de faixas do projeto foi divulgada, apresentando onze canções. 21 foi inicialmente distribuído no Japão em 19 de janeiro de 2011 através da Hostess Entertainment, seguido de um lançamento na Alemanha, na Grécia, na Irlanda e nos Países Baixos dois dias depois. Em 24 do mesmo mês, foi comercializado em países como Austrália, Áustria, Finlândia e Suíça, sendo que a edição limitada de 21 recebeu lançamento no Reino Unido e na Polônia no mesmo dia; no primeiro país, o disco também foi lançado na edição padrão. Sua distribuição na França também ocorreu em 24 de janeiro, nas edições de CD, download digital e vinil. Em todos estes países citados — com exceção do Japão —, o disco foi lançado através da gravadora XL. Em 14 de fevereiro, a edição padrão do disco foi lançada em território polonês. Oito dias depois, o trabalho foi disponibilizado em território norte-americano, nomeadamente no Canadá e nos Estados Unidos, também nos formatos de CD, download digital e vinil, através da Columbia. Na América Latina, nomeadamente no Brasil e no México, o álbum foi lançado em 5 de abril de 2011 através da Sony e nos formatos de CD e download digital. Na China, o material foi comercializado apenas em 7 de março de 2013 no formato de CD pela Starsing.
Incialmente, Adele planejou intitular o disco de Rolling in the Deep, sua adaptação da gíria inglesa "roll deep", que resumia como ela se sentia sobre seu relacionamento; em tradução livre, significa ter alguém "que está à sua volta" e sempre lhe apoia. Entretanto, a cantora mais tarde percebeu que o título seria muito confuso para parte de seu público. Embora quisesse evitar dar ao disco um título que fosse um número, Adele considerou "21" o título mais adequado, já que representava sua idade na época da composição das faixas do trabalho, servindo como parte de um período autobiográfico, e simbolizou a maturidade pessoal e a evolução artística que passou desde sua estreia. Mais tarde, ela comentou a inspiração por trás do álbum, afirmando: "[21] é diferente de 19, é sobre as mesmas coisas em uma forma diferente. Eu lido com as coisas diferentemente agora. Eu estou mais paciente  [...] mais tolerante e mais consciente de minhas próprias falhas, acho que é algo que vem com a idade. Então, adequadamente, esse disco é chamado 21.  [...] Como um álbum de fotografias, você vê a [minha] progressão e mudança ao longo dos anos. Eu tentei pensar em outros títulos, mas não pude pensar em nada que pudesse representar o álbum corretamente".

## Composição

### Temas e influências na composição
21 exibe influências da longa exposição de Adele à música originária no sul dos Estados Unidos, a qual foi prolongada durante a etapa norte-americana da turnê An Evening with Adele (2008-09). As frequentes pausas para fumar com seu motorista de ônibus, um nativo de Nashville, Tennessee, durante viagens da digressão, fizeram com que a cantora conhecesse músicas dos gêneros bluegrass e rockabilly, bem como à trabalhos de artistas como Garth Brooks, Wanda Jackson, Alison Krauss, Lady Antebellum, Dolly Parton e Rascal Platts. A musicista desenvolveu apreço pelo country, elogiando aspectos como o tema e a estrutura de narrativa direta de muitas das canções que ouviu do gênero; ela também expressou entusiasmo em aprender um estilo de música novo e desconhecido. Embora tenha sido influenciado pelo interesse de Adele pelo country na época, 21 mantém-se fiel às influências da Motown contidas em 19 e exibe inflexões de gêneros como o gospel e o soul. Instrumentos como saxofone, harpa, banjo e acordeão contribuíram para a sua exploração do blues e do soul. Na cultivação do som do projeto, a intérprete influenciou-se por Mary J. Blige, Kanye West, Elbow, Mos Def, Alanis Morissette, Tom Waits e Sinead O'Connor, e creditou Yvonne Fair, Andrew Bird, Neko Case e The Steel Drivers como um exemplo para ela no álbum. Em entrevista à Rolling Stone, Adele comentou sobre a direção musical do trabalho, dizendo:
| “ | Eu queria que as canções não tivessem nada de espalhafatoso ou glamoroso nelas, como uma tapeçaria orgânica em vez de um álbum de Gaga. (...) Quero dizer, eu amo Gaga, mas eu não queria explorar a dance music europeia. | ” |

O estilo de Adele em 21 é geralmente caracterizado por críticos musicais como soul, apesar de alguns terem sugerido que o álbum evita qualquer epíteto estilístico distinto. John Murphy, da musicOMH, definiu o trabalho como "soul britânico". Jon Caramanica, do The New York Times, escreveu que sua música é parte de um renascimento do soul britânico que "convocou estilos que retornam aos grupos femininos da Motown e de Dusty Springfield". Ryan Reed, da revista Paste, descreveu Adele como uma "prodígio do soul britânico alternativo" e a música do disco como "o material da moderna passagem sensual do pop-noir, [e] pesada em texturas retrô e relacionamentos dramáticos". Danyel Smith, da Billboard, viu que a música da cantora exibe influências do soul setentrional, e de artistas como Aretha Franklin, Sade e Bette Midler.
Larry Flick, da SiriusXM, chamou 21 de "um registro pop com tendências soul", enquanto Allion Stewart, do The Washington Post, comentou o seguinte sobre a natureza eclética do álbum: "Tudo [em 21] é calibrado com precisão para transcender gêneros, para resistir às tendências, para ser justo: é um pouco inclinado para o country, mesmo mais direcionado ao R&B", adicionando que é "informado, mas nunca oprimido, pelas músicas de origem". Mike Spies, da Slate, argumentou que a música soul está indissoluvelmente ligada às experiências políticas, históricas e culturais dos afro-americanos, e que Adele e suas contemporaneidades, longes desse meio sociocultural, podem oferecer apenas uma mera réplica do soul real, apesar de sua capacidade para canalizar convicentemente o som.

### Conteúdo e estrutura musical
"O disco inteiro é mais crescido, maduro e sincero. E como aquela letra de "Someone like You" ["Eu também desejo o melhor de tudo para você"]... você não pode guardar rancor para sempre. Isso apenas bota você para baixo. E é apenas algo que eu aprendi no último ano enquanto estava me recuperando de tudo que aconteceu. E eu me sinto melhor por isso. Me sinto mais leve e saudável para não deixar me abater pelas coisas".

—Adele comentando sobre seus sentimentos no disco.
A sequência de faixas no álbum profundamente autobiográfico correlacionam-se às diversas emoções que Adele experimentou após o término de seu relacionamento, progredindo-se desde temas como raiva e amargura, até sensações de solidão, dor, arrependimento e aceitação. A vingativa "Rolling in the Deep", música inicial do disco, foi descrita pela cantora como uma canção "obscura e com elementos de blues, gospel e disco", e foi escrita como uma forma de expressar sua indignação ao seu ex-namorado após seus comentários depreciativos que diziam que ela era fraca e que sua vida sem ele seria "monótona, solitária e um lixo". Iniciando-se com o som de acordes de uma guitarra acústica discreta, as linhas iniciais do tema apresentam o tom de pressentimento do álbum. Batidas marciais, percussão proeminente e piano se aglutinam em um refrão de várias camadas sobre as quais "a voz de Adele varia, dramatizando sua busca pelo tom e as palavras certas para descrever sua tristeza pelo fato de alguém ter ousado quebrar seu coração". Lançada como o primeiro single de 21, "Rolling in the Deep" é uma das influências mais aparentes de americana e do blues estadunidense que formam o som do disco. Quarta faixa de trabalho do álbum, "Rumour Has It" é a resposta sarcástica de Adele acerca das fofocas dolorosas que cercaram o término de seu relacionamento, que ela escreveu como uma resposta ao comportamento de seus amigos que espalharam tais rumores. Combinando elementos de doo-wop e de blues ao estilo de Tin Pan Alley, a canção é construída através de vocais femininos em harmonia, cordas de piano, bateria com grandes batidas e palmas, e apresenta a artista "canalizando uma cantora dos anos 40 em uma sala [com] piano". Jon Caramanica, do The New York Times, notou na canção os "vocais limpos cantados por contraponto" e a ponte lenta e "corajosamente mórbida" que desvia-se do ritmo agressivo de antes de a música aderir novamente a ele. No estúdio, Tedder experimentou um acorde inspirado por "I Might Be Wrong", de Radiohead, creditando o drop D da obra e sua sensação do blues estadunidense como "impetuosa" para "Rumour Has It". Em "Turning Tables", uma faixa de disputa interna, sua narradora assume uma postura defensiva contra um ex-namorado manipulador. Reconciliando-se com o fim dos prolongados escândalos, a cantora jura manter distância emocional para não vivenciar decepções semelhantes no futuro. Bryan Boyd, do jornal The Irish Times, comparou a intérprete com a roqueira galesa dos anos 80 Bonnie Tyler devido a a mistura de raiva, dor e compaixão em sua entrega vocal. Na opinião dos jornalistas do Paste, cordas cinematográficas "servem como contraponto apropriado para o coração partido [da canção] e suas letras ocas".
A quarta faixa "Don't You Remember", produzida por Ricm Rubin e co-composta por Adele e Dan Wilson, marca uma mudança no tema do álbum, que alterna de raiva e autodefesa para reflexão e angústia emocional. Uma balada country de andamento lento, foi uma das últimas a serem adicionadas ao álbum, já que Adele se sentia envergonhada por demonizar seu ex-amante em outras músicas ao longo do material. Suas letras pedem que um antigo namorado lembre dos momentos felizes do começo de uma relação agora findada. Em "Set Fire to the Rain", Adele delineia os estágios conflitivos de uma união problemática e luta com a sua capacidade de esquecer a relação totalmente. Acentuada por floreios ornamentais de orquestras, mudanças graduais e efeitos vocais dramáticos em seu final climático, a faixa é contrastante em comparação à produção discreta do disco, sendo caracterizada por críticos musicais como uma poderosa balada pop rock. Para conseguir um som completo, o produtor Fraser T. Smith incorporou a popular técnica "wall of sound" na elaboração da instrumentação densa da canção. O sétimo número "Take It All", co-escrito por Adele com Francis "Eg" White e gravada pelo último ao lado de Jim Abbiss antes do término do namoro da cantora, é uma balada vocal e ao piano que incorpora gêneros como pop, soul e gospel. Ao analisar 21, Matt Collar, do Allmusic, definiu a música como a peça central do álbum, "um clássico instantâneo" como "And I Am Telling You I'm Not Going" e "All by Myself", e um "momento catártico para os fãs que identificam-se com as personalidades amorosas pirrônicas de seus ídolos". A obra seguinte, "I'll Be Waiting", a segunda das duas canções produzidas por Epworth, diverge-se da contundente "Rolling in the Deep" no tom otimista e rápido de sua melodia cadenciada. A protagonista sente-se culpada por um relacionamento que deu errado, e declara esperar pacientemente pelo inevitável retorno de seu ex-amante. A canção foi comparada aos trabalhos de Aretha Franklin devido ao seu "tom vocal alto no refrão, piano rolante e armadilha enquadrada", com Tom Townshend, do MSN Music, descrevendo a sua seção de metais como um "gospel de botequim" parecido com os Rolling Stones.
Embora o álbum explore predominantemente a relação fracassada da intérprete, algumas canções desviam-se desse tema. "He Won't Go", que incorpora o hip hop e o R&B contemporâneo, foi um tributo a um amigo de Adele que lutou contra o vício à heroína. O nono número, "One and Only", é notada por seus vocais gospel, seu órgão e o uso de coral, foi direcionada a um amigo íntimo para o qual a artista compartilhava suas sensações românticas. Regravação originária do grupo The Cure, a faixa seguinte "Lovesong" foi dedicada à mãe e aos amigos da cantora, nos quais ela encontrou consolo quando estava solitária e com saudades de sua casa enquanto gravava o disco em Malibu. 21 termina com o "adágio de solidão" "Someone like You", uma suave balada que combina os vocais de Adele com uma melodia de piano. Em diversas entrevistas, ela descreveu-a como o somatório de sua atitude em relação ao seu ex-amante no final da produção do álbum. Seu conteúdo lírico descreve a tentativa da protagonista em lidar com sua solidão depois de descobrir o recente casamento e a nova vida feliz de seu antigo parceiro. Sean Fennessey, do The Village Voice, prezou a performance vocal diferenciada da cantora na faixa, a qual transforma-se "em um sussurro quase gritante" durante parte de seu refrão, após o qual ela recompõe sua compostura. Uma das músicas mais comentadas do trabalho, "Someone like You" foi prezada por sua profundidade lírica e sua simplicidade sutil.

## Recepção

### Crítica profissional
| Críticas profissionais | Críticas profissionais |
| Pontuações agregadas   | Pontuações agregadas   |
| Fonte                  | Avaliação              |
| ---------------------- | ---------------------- |
| Metacritic             | (76/100)               |
| Avaliações da crítica  |                        |
| Fonte                  | Avaliação              |
| AllMusic               | [ 87 ]                 |
| Chicago Tribune        | [ 94 ]                 |
| musicOMH               | [ 73 ]                 |
| Rolling Stone          | [ 95 ]                 |
| Sputnikmusic           | (3.5/5)                |
| The Irish Times        | [ 85 ]                 |

21 foi recebido de forma positiva por parte da crítica especializada em música contemporânea, os quais enfatizaram o salto artístico de produção e composição do trabalho em comparação com 19, e prezaram a profundidade e a maturidade da intérprete, bem como seus vocais. No agregador Metacritic, que resume as avaliações dos álbuns pelos principais críticos populares em uma escala de cem pontos, o disco recebeu uma pontuação média de setenta e seis — o que indica "em geral, opiniões favoráveis" — com base em trinta e quatro avaliações. Greg Kot, do jornal Chicago Tribune, concedeu três estrelas de quatro permitidas, comentando que em comparação com o álbum de estreia da artista, "21 reforça a unidade rítmica e o drama dos arranjos", e elogiou Rick Rubin, Ryan Tedder e Paul Epworth por construírem "uma plataforma mais elaborada sob os vocais de Adele". O jornalista do The New York Times, Jon Pareles, comparou Adele a Dusty Springfield, Petula Clark, e Annie Lennox e enalteceu a interpretação emotiva da cantora: "[Adele] pode ferver, soluçar, grasnar, agitar, cantarolar e cintilar, de maneiras que chamam mais atenção para a música do que para a ela". Para o irlandês The Irish Times, Brian Boyd deu para o álbum o máximo de cinco estrelas e analisou que a obra exibe "uma sensação de crescimento musical, junto com um novo toque nas letras". Em sua análise para o The Boston Globe, o jornalista James Reed prezou os vocais da intérprete, comentando que "não importa a qualidade das músicas, e muitas das novas são sublimes, a habilidade vocal de Adele sempre garante que cada interpretação agarre você pelo colarinho". Allison Stewart, do periódico The Washington Post, escreveu que "21 aborda uma mágoa latejante na voz de Adele, com naturalidade", adicionando que "após um forte começo, o disco leva a uma seção esquecível [formada] principalmente de faixas de tempo moderado que são notáveis apenas porque Adele está cantando-as".
Gary McGinley, do portal No Ripcord, deu para o álbum uma nota oito de uma escala que vai até dez, e descreveu-o como um "disco [de] maioridade", ao passo em que Simon Harper, da revista Clash, concedeu uma nota nove de um total de dez e analisou: "[Em] dois anos [...] ela descobriu o mundo. 19 marcou o turbulento canto do cisne para uma vida adolescente, 21 apresenta as realidades da vida adulta, onde as responsabilidades dos adultos colidem com as dores de cabeça e as cicatrizes emocionais profundas". Will Hermes, da revista musical Rolling Stone, avaliou o produto com três estrelas e meia de cinco atribuíveis, prezando sua produção e resenhando que "quando os grooves são ferozes, Adele se entrega muito bem". Emitindo cinco estrelas totais, o resenhista do banco de dados Allmusic, Matt Collar escreveu que "a melhor coisa que o álbum faz é mostrar a habilidade vocal titânica de Adele". Avaliando o disco com quatro estrelas e meia de cinco permitidas, John Murphy, da página musicOMH, explorou sua correlação temática com Back to Black (2006), de Amy Winehouse, observando que são igualmente permeados pela exploração da "dor, tristeza e raiva". O profissional concluiu que 21 é "um dos melhores álbuns de 'término de namoro', e o primeiro disco verdadeiramente impressionante de 2011". Joseph Viney, do site Sputnikmusic, compartilhou os sentimentos de Murphy e declarou que o trabalho combina os "melhores elementos do velho soul de Aretha Franklin com a insolência e o senso da feminilidade cinicamente moderna de Lauryn Hill". Ele concedeu uma nota de três e meio, de uma escala que vai até cinco. Sean Fennessy, do jornal The Village Voice, avaliou que a obra "tem um ritmo e um propósito de diva. Com um toque de insolência e muita grandeza, é algo muitas vezes mágico que insiste na sua importância". Fennessy comentou sobre sua relevância musical, dizendo que "a linha entre o melodrama e o patético é fina, e Adele faz isso habilmente. É o que separa ela de seus contemporâneos na onda do R&B britânico do meio da década de 2000". Leah Greenblatt, da revista eletrônica Entertainment Weekly, descreveu o material como "atemporal" e concedeu-lhe uma nota A, ao passos em que a revista Q comentou que, apesar do fato de que nem todas as músicas eram igualmente boas, Adele quase alcançou a perfeição".

### Impacto
"[21] agradou aos baby boomers, nostálgicos por Etta James, Carole King e Dusty in Memphis. Também apelou aos adolescentes passando por seu primeiro coração partido, hipsters que sentiam falta de Amy Winehouse, tradicionalistas cansados de sintetizadores e efeitos vocais, e aos que não são fãs de pop mas simplesmente acharam refrescante ouvir uma artista cantar seu blues com convicção. Por cantar quase que exclusivamente sobre um relacionamento que deu errado, Adele faz canções com as quais qualquer um pode se identificar [...] 21 não tem um nicho de mercado. Foi feito para todos, e... todos ouviram".

—Tris McCall, do The Star-Ledger.
O sucesso crítico e comercial do álbum tem sido atribuído ao seu apelo em diversas culturas, o qual atraiu fãs de gêneros diferentes como pop, música adulta contemporânea e R&B, além de pessoas de diversas idades e gostos musicais. De acordo com Sasha Frere-Jones, do The New Yorker, o desempenho do álbum nos Estados Unidos pode ser atribuído a seu público-alvo — "mães da meia-idade [...] a demografia que decide as eleições americanas". Críticos também sugeriram que a produção discreta do disco e sua relativa falta de artifícios eletrônicos são marcantes desvios da "teatralidade musical" da indústria musical mainstream. Ethan Smith, escrevendo para o The Wall Street Journal, notou que a natureza "deliberadamente fora das câmeras" de Adele, sua figura completa e seu apelo para todas as mulheres dariam a ela um nicho lucrativo de mercado, enquanto sua tendência de enfatizar a "essência e não o estilo" teriam a tornado a "anti-Lady Gaga". Jornalista do The Independent, Guy Adams argumentou que as vendas do produto indicam que a música tradicional estaria em processo de reascensão: "Existem duas abordagens para ser notado pelo público consumidor de discos. A primeira gira em torno de uma grande quantidade de hype e usar roupas cada vez mais absurdas. Já a segunda exige a confiança necessária para fazer a música se sobressair. Surpreendentemente, dada a preconcebida noção de que os Estados Unidos supostamente prefere o estilo do que a essência, é a segunda destas duas técnicas de vendas que parece estar funcionando melhor".
Com o lançamento de 21, críticos começaram a venerar Adele como a nova representante do soul britânico que ascendeu-se para a música mainstream americana, tal como Duffy, Joss Stone, Amy Winehouse e Lily Allen. Embora a popularidade inicial dessas artistas no início da década de 2000 incitaram a mídia a declarar que a Invasão Britânica estava retornando, Joseph Viney, do Sputnikmusic, viu o declínio subsequente dos britânicos como uma oportunidade para que Adele torne-se "a principal artista solo feminina do Reino Unido". John Murphey, do MusicOMH, adjetivou o disco de "um lembrete oportuno de que o soul britânico não perdeu sua magia". Richard Russell, fundador da XL, discutiu o que se acredita ser a "quase-subversão" do sucesso de 21 nas tabelas musicais. Caracterizando o sucesso do disco como "quase político e meio radical", Russel declarou que "a falta de truques na música de Adele diminuiu a percepção de que cantoras femininas tem que alcançar tipos específicos de corpo, ou imbuir sua música com uma imagem gratuitamente sexual, para atrair sucesso".

### Reconhecimento
21 foi listado como o melhor álbum de 2011 por inúmeras publicações, incluindo a Billboard, Entertainment Weekly, TIME e Rolling Stone. Além destes, o disco constou na vice-liderança entre os melhores do ano em publicações elaboradas pela MTV, The Boston Globe e The Hollywood Reporter. Conforme divulgado pelo Metacritic, 21 foi o vigésimo quarto álbum mais predominante citado em listas compilatórias dos melhores álbuns da década de 2010, realizadas por diferentes publicações; A Billboard, por exemplo, elegeu-o o 10º melhor. Editores da Consequence of Sound, Cleveland.com e Paste também nomearam-no entre um dos melhores registros do período. Em uma compilação semelhante organizada pela Rolling Stone, o trabalho finalizou na oitava colocação dentre os discos mais bem recebidos da década. Enquanto em sua compilação dos 500 maiores álbuns de todos os tempos elaborada em 2020, 21 foi reconhecido como o 137º melhor. Ao catalogar os 50 maiores discos feitos por mulheres, a revista posicionou-o na sexta ocupação. Para a Consequence of Sound este é o 7º entre os 10 melhores segundos álbuns de todos os tempos. No catálogo com os 20 melhores álbuns pop dos anos 2010, a revista posicionou-o na segunda colocação. 21 também foi adicionado ao livro 1001 Albums You Must Hear Before You Die, que apresenta os 1001 álbuns necessários de se ouvir antes de morrer. Além disso, a Entertainment Weekly considerou-o o mais significante do ano de 2011 em sua lista dos 30 álbuns essenciais dos últimos 30 anos, sendo reverenciado pelo jornalistas da publicação como uma "mistura musical irresistível" onde Adele "mergulhou em seu próprio coração ferido para criar preciosidades radiofônicas".
O álbum e suas canções receberam várias láureas e indicações. Em novembro de 2011, Adele ganhou três troféus nos American Music Awards, incluindo na categoria Melhor Álbum Pop/Rock por 21. Nos Billboard Music Awards, a cantora foi indicada em 20 categorias, ganhando um recorde de 12 delas, incluindo Melhor Álbum da Billboard 200 e Melhor Álbum Pop por 21, além de Melhor Canção de Streaming por "Rolling in the Deep". Em 21 de fevereiro de 2012, nos BRIT Awards a gravação recebeu o troféu de Álbum Britânico do Ano. Também em 2012, nos Juno Awards foi condecorada a Álbum Internacional do Ano.
Durante a 54ª cerimônia dos Grammy Awards, 21 recebeu diversas indicações, inclusive nas categorias Álbum do Ano e Melhor Álbum vocal de Pop, com  "Rolling in the Deep" sendo listada nas categorias de Gravação do Ano, Canção do Ano e Melhor Videoclipe de Formato Curto. "Someone like You" também recebeu uma nomeação a Melhor Desempenho Solo de Pop. O produtor Paul Epuort recebeu o troféu de Produtor do Ano, Não Clássico. Ao vencer cada uma das seis categorias anunciadas, Adele posicionou-se entre as mulheres mais premiadas em uma única edição do evento — um recorde que pertencia a Beyoncé desde 2004. Além disso, ela também ecoou o feito de Carole King, sendo laureada nas três categorias de maior prestígio da premiação — Álbum, Gravação e Canção do Ano — conhecidas como as "Quatro Maiores". Com suas vitórias, Adele tornou-se apenas a sexta artista a angaria-los. Aos 23 anos, ela também tornou-se o artista mais jovem a atingir esse feito. Em 2020, Billie Eilish quebrou esse recorde, quando aos 18 anos, angariou as quatro nomeações em uma única cerimônia. Adele converteu-se na segunda cantora solo a fazer isso, seguindo de King em 1972, e apenas o segundo britânico, depois de Eric Clapton em 1993. Em fevereiro de 2013, uma performance ao vivo da música "Set Fire to the Rain" incluída no álbum Live at the Royal Albert Hall, fez Adele ser novamente nomeada a Melhor Desempenho Solo de Pop na 55ª edição do Grammy, tornando-a a primeira  artista a vencer essa categoria por dois anos consecutivos.

## Promoção

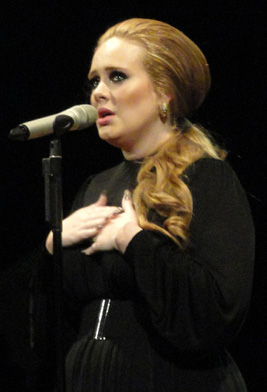
Adele em agosto de 2011, durante a passagem da turnê Adele Live por Seattle, Estados Unidos.

Nos meses que antecederam o lançamento da obra no mercado europeu, Adele embarcou em uma turnê promocional pelo continente, apresentando-se no Royal Variety Performance em 9 de dezembro de 2010, na final do show de talentos The Voice of Holland em 21 de janeiro de 2011, e na Live Lounge da BBC Radio 1 seis dias mais tarde. No dia 28 do mesmo mês, durante a semana de lançamento do álbum no Reino Unido, a musicista apresentou-se no Tabernacle de Londres, tocando de forma acústica as composições de 21, que foi transmitido ao vivo em sua página pessoal na Internet. Na 31ª edição dos Brit Awards, transmitido em 15 de fevereiro, a cantora cantou "Someone like You" no palco do evento acompanhada apenas por um pianista. Após o fim da aclamada performance, o apresentador James Cordon resumiu dizendo: "Você pode ter todas as danças, pirotecnia e shows de laser que quiser, mas se você tiver uma voz assim, tudo que você precisa é de um piano". De acordo com o jornal britânico The Telegraph, que listou a apresentação da artista como uma das seis mais memoráveis do evento até 2017, Adele estava aparentemente tão nervosa antes cantar que debruçou-se em prantos nos bastidores.
Para a promover o lançamento de 21 no mercado norte-americano, os executivos da Columbia utilizaram a "teoria da cauda longa" para moldar sua campanha de marketing que, segundo Scott Greer, executivo da gravadora, implicava em "construir público ao longo de fevereiro, a fim de impulsionar as pessoas que compraram 19 a adquirir 21 também". A chave para isso partiu da Columbia ao abordar seus parceiros de mídia online e televisiva Vevo, AOL e VH1 para começarem a divulgar as músicas novas e antigas de Adele. De setembro a outubro de 2010, a musicista realizou uma série de concertos promocionais pelos Estados Unidos, que incluía apresentações em Nova Iorque e Minneapolis, além de um concerto exclusivo na boate Largo, em Los Angeles. Embora ela não fosse usuária do Twitter na época, a Columbia criou uma conta que redirecionava os seguidores para o blog pessoal da artista. Ao longo de fevereiro, o site da britânica hospedou a promoção "21 Dias de Adele", que apresentava conteúdo exclusivo atualizado diariamente, incluindo um bate-papo ao vivo e um vídeo da artista explicando a inspiração para cada faixa do álbum. A semana de lançamento do trabalho no país também foi acompanhada por uma agenda de divulgação. No dia 18 daquele mesmo mês, foi ao ar a participação de Adele no Today Show, na qual foi entrevistada pelos apresentadores da atração e cantou "Rolling in the Deep" e "Take It All". Três dias depois, ela esteve presente no Late Show with David Letterman, onde interpretou algumas faixas de 21, como "Lovesong", "Don't You Remember" e "Rolling In The Deep", bem como algumas canções de seu catálogo anterior. Já no dia 24, deu uma entrevista a Ellen DeGeneres, que foi televisionada como parte do programa da americana, The Ellen DeGeneres Show; na ocasião, Adele também interpretou "Rolling In The Deep" e "Someone like You". No mesmo dia a intérprete compareceu ao Jimmy Kimmel Live!, no qual cantou as obras supracitadas.
Adele participou dos Echo Awards, ocorrido em 24 de março, onde tocou "Rolling in the Deep". Meses mais tarde, em 28 de agosto, ela realizou uma apresentação de "Someone like You" na cerimônia dos MTV Video Music Awards ocorrida naquele ano. Novamente acompanhada apenas por um pianista, a artista foi aplaudida de pé por sua interpretação. A performance foi considerada pelo The Washington Post o melhor momento da noite, com a jornalista Jen Chaney descrevendo-a como "simples e elegante". No dia 12 de fevereiro do ano seguinte, Adele compareceu aos Grammy Awards, onde cantou "Rolling in the Deep". Após inicia-la de forma acústica, foi gradualmente avançando para o ápice do refrão da canção enquanto era acompanhada por músicos de sua banda de apoio. Ao término da performance, o público aplaudiu-a de pé, incluindo Rihanna e Paul McCartney que também estavam na plateia. Usando uma versão mais curta e loira de seu clássico penteado bufante, ela reagiu a ovação com um sorriso e murmurou repetidamente a palavra "obrigada". Avaliando a apresentação, Kyle Anderson, da Entertainment Weekly, considerou-a um "momento marcante na televisão", acrescentando que Adele "lembrou ao mundo da música que às vezes um conjunto de flautas — e não lasers ou movimentos de dança malucos — é tudo de que é necessário para levantar a multidão".
Para promover ainda mais o álbum, a artista embarcou em Adele: Live, sua segunda turnê, em apoio a 21, agendando mais de 60 concertos pela Europa e América do Norte e iniciou-a em 21 de março de 2011, em Oslo, Noruega. Os shows receberam análises positivas por críticos especializados, muitos dos quais notaram a natureza discreta da digressão, a performance vocal da cantora e sua personalidade acessível. No entanto, problemas recorrentes de saúde levaram a numerosas alterações no itinerário da turnê. O cancelamento da etapa norte-americana foi devido a uma hemorragia nas cordas vocais da intérprete. Em outubro, Adele foi forçada a cancelar todas as datas restantes para submeter-se a uma cirurgia corretiva e manteve-se em repouso sem fazer aparições públicas até fevereiro de 2012.

## Singles

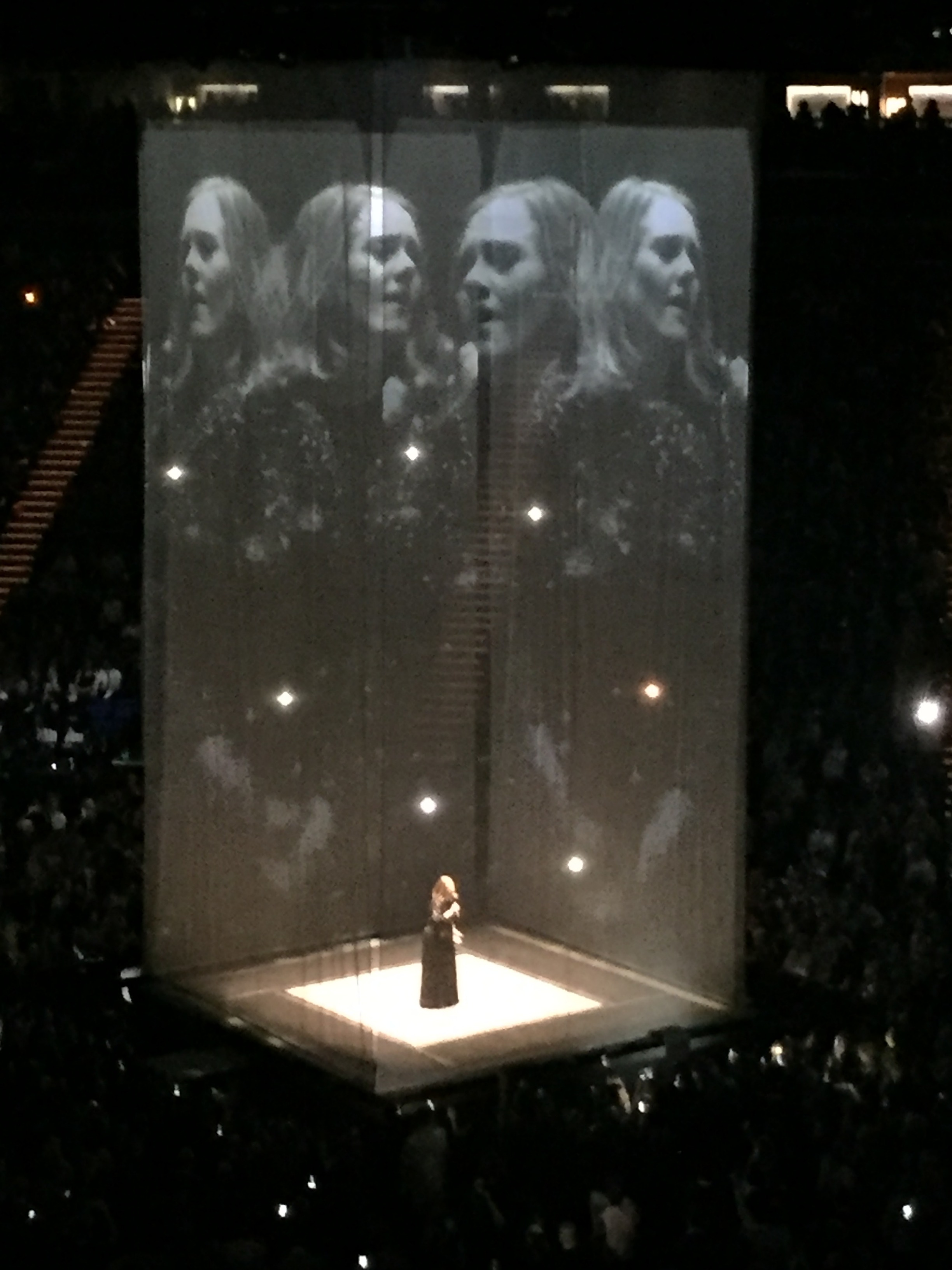
Adele cantando "Someone like You" durante a passagem da turnê Adele Live 2016 pela O2 Arena, em 2016.

De 21 surgiram cinco singles oficiais, incluindo quatro lançamentos mundiais. O primeiro, "Rolling in the Deep", foi inicialmente disponibilizado na iTunes Store holandesa em 29 de novembro de 2010, seguido de uma distribuição global em formato digital nos meses seguintes. Comercialmente, obteve um desempenho bastante positivo, representando um avanço musical para a cantora e impulsionando-a para o sucesso internacional, liderando as paradas de dez países, como Alemanha, Bélgica, Canadá, Finlândia e Suíça, e listou-se nas dez melhores posições na maioria das tabelas musicais onde entrou. Nos Estados Unidos, a música tornou-se o primeiro número um da intérprete na Billboard Hot 100, permanecendo no topo do periódico por sete semanas consecutivas e convertendo-se na mais vendida no país em 2011. Esteve presente no gráfico por 65 semanas, e foi certificada como platina óctupla pela Recording Industry Association of America (RIAA). Mundialmente, a obra foi a quinta mais comprada digitalmente em 2011 com 8,2 milhões de downloads, e registrou vendas de mais de 20 milhões de unidades no total. O vídeo musical correspondente foi dirigido por Sam Brown e estreou no canal televisivo Channel 4 em 3 de dezembro de 2010. As cenas retratam Adele cantando em uma casa abandonada, enquanto copos de água vibram com a batida de um tambor; estas sequências são intercaladas com tomadas nas quais uma pessoa misteriosa (interpretada por Jennifer White) é vista dançando. A produção foi indicada em sete categorias nos MTV Video Music Awards de 2011 e venceu três delas, nomeadamente Melhor Edição, Melhor Cinematografia e Melhor Direção de Arte.
Escolhida para dar continuidade à divulgação do disco, "Someone like You" foi lançada inicialmente em 24 de janeiro de 2011 no Reino Unido e em 9 de agosto nos Estados Unidos. Obteve um desempenho comercial bastante positivo, tendo atingido o primeiro lugar em 19 países, incluindo no Reino Unido, onde tornou-se o primeiro tema número um de Adele. Nos Estados Unidos, comandou a Billboard Hot 100 por cinco semanas, o que tornou Adele a primeira artista feminina solo britânica na história a ter duas músicas de um mesmo álbum a atingir a liderança em território americano. Foi certificado como platina quíntupla pela British Phonographic Industry (BPI), enquanto a RIAA o condecorou com platina sêxtupla. A nível mundial, comercializou cerca de 17 milhões de unidades, sagrando-se como um dos singles digitais mais vendido de todos os tempos, bem como o quarto mais comprado do século 21. O vídeo musical da canção, dirigido por Jake Nava e gravado em Paris, França, estreou em 18 de maio de 2011 através da programação da MTV e da conta Vevo de Adele. Filmado em preto-e-branco, o trabalho apresenta a intérprete caminhando sozinha pelas ruas com uma expressão triste no rosto. A produção rendeu a Adele um troféu de Melhor Cinematografia nos MTV Video Music Awards de 2012.
Divulgado como o terceiro foco de promoção do projeto, "Set Fire to the Rain" foi liberado em 4 de julho de 2011 na Europa e em 21 de novembro do mesmo ano nos Estados Unidos. No âmbito comercial, listou-se entre as dez melhores posições na tabela de sete países, incluindo Bélgica, Eslováquia, Polônia e Países Baixos. Nos Estados Unidos, tornou-se o terceiro tema de Adele a culminar na Billboard Hot 100, onde liderou por seis semanas consecutivas e recebeu quatro certificados de platina emitidos pela RIAA. Nenhum videoclipe apropriado foi filmado para "Set Fire to the Rain", já que a intérprete havia recentemente se submetido a uma cirurgia vocal. Em vez disso, um vídeo vivo do DVD Live at the Royal Albert Hall (2011), feito em um dos shows do concerto, foi publicado na conta Vevo de Adele em 16 de novembro.
"Rumour Has It" foi lançado como o quarto e último foco de divulgação de 21 nos Estados Unidos em 1 de março de 2012. Entrou em poucas paradas musicais, na Billboard Hot 100 conseguiu atingir apenas a décima sexta ocupação. A composição foi certificada com platina dupla pela RIAA, o que denota 2 milhões de compras digitais no país. No mesmo dia, "Get Your Number" foi liberada como a quinta música de trabalho do registro na Europa. Por causa de seu lançamento direcionado apenas para o continente europeu obteve resultados inferiores aos antecessores, atingindo as cinco primeiras posições na Bélgica, Israel e Itália, e a 63ª na Billboard Hot 100.

## Alinhamento de faixas
| 21 — Edição padrão |                        | |                |         |  |
| N.º                | Título                 | Compositor(es)                                                                                     | Produtor(es)   | Duração |  |
| 1.                 | "Rolling in the Deep"  | Adele Adkins · Paul Epworth                                                                        | Epworth        | 3:49    |  |
| 2.                 | "Rumour Has It"        | Adkins · Ryan Tedder                                                                               | Tedder         | 3:43    |  |
| 3.                 | "Turning Tables"       | Adkins · Tedder                                                                                    | Jim Abbiss     | 4:10    |  |
| 4.                 | "Don't You Remember"   | Adkins · Dan Wilson                                                                                | Rick Rubin     | 4:03    |  |
| 5.                 | "Set Fire to the Rain" | Adkins · Fraser T. Smith                                                                           | Smith          | 4:01    |  |
| 6.                 | "He Won't Go"          | Adkins · Epworth                                                                                   | Rubin          | 4:37    |  |
| 7.                 | "Take It All"          | Adkins · Francis White                                                                             | Abbiss         | 3:48    |  |
| 8.                 | "I'll Be Waiting"      | Adkins · Epworth                                                                                   | Epworth        | 4:01    |  |
| 9.                 | "One and Only"         | Adkins · Wilson · Greg Wells                                                                       | Rubin          | 5:48    |  |
| 10.                | "Lovesong"             | Robert Smith · Laurence Tolhurst · Simon Gallup · Boris Williams · Porl Thompson · Roger O'Donnell | Rubin          | 5:16    |  |
| 11.                | "Someone like You"     | Adkins · Wilson                                                                                    | Wilson · Adele | 4:47    |  |
| Duração total:     | Duração total:         | Duração total:                                                                                     | Duração total: | 48:12   |  |

| 21 — Faixa bônus da edição digital nos Estados Uniodos |                 |                |                |         |  |
| N.º                                                    | Título          | Compositor(es) | Produtor(es)   | Duração |  |
| 12.                                                    | "I Found a Boy" | Adkins         | Rubin          | 3:37    |  |
| Duração total:                                         | Duração total:  | Duração total: | Duração total: | 51:49   |  |

## Equipe e colaboradores
Lista-se abaixo os profissionais envolvidos na elaboração de 21, de acordo com o encarte do álbum:
Gravação
Gravado entre maio de 2009 e outubro de 2010 nos estúdios:
| - AirStudios (Londres) - Angel Studios (Londres) - Eastcote Studios (Londres) - Metropolis Studios (Londres) - Myaudiotonic Studios (Londres) - Sphere Studios (Londres) | - Wendyhouse Productions (Londres) - Harmony Studios (West Hollywood, Califórnia) - Serenity Sound (West Hollywood, Califórnia) - Patriot Studios (Denver, Colorado) - Shangri-La Studio (Malibu, Califórnia) |

Produção
| - Jim Abbiss: mixagem, produção - Adele: design, produção - Philip Allen: engenharia - Beatriz Artola: engenharia - Phillip Broussard Jr.: assistência - Lindsay Chase: coordenação de produção - AJ Clark: assistência - Tom Coyne: masterização - Ian Dowling: mixagem - Lauren Dukoff: fotografia - Tom Elmhirst: mixagem - Paul Epworth: produção | - Greg Fidelman: engenharia - Fraser T Smith: mixagem, produção - Sara Lyn Killion: assistência - Phil Lee: design - Dana Nielsen: edição, Pro Tools - Dan Parry: assistência, engenharia vocal - Steve Price: engenharia de cordas - Mark Rankin: engenharia - Andrew Scheps: mixagem - Isabel Seeliger-Morley: assistência de engenharia - Ryan Tedder: engenharia, arranjos, produção, programação, arranjos de cordas - Dan Wilson: produção |

Músicos
| - Adele Adkins: vocalista principal - Jo Allen: violino - Stephanie Bennett: harpa - Jerrod Bettis: bateria, violão - Rachel Stephanie Bolt: cordas - Natalie Bonner: violino - Harry Brown: arranjos de trompa, trombone - David Campbell: arranjos de cordas - Ray Carless: saxofone tenor - Carmen Carter: coral, refrão - Lenny Castro: percussão - Neil Cowley: piano - Caroline Dale: cordas - David Daniels: cordas - Rosie Danvers: arranjos de cordas, violino - Chris Dave: bateria - Chris Elliot: arranjos de cordas - Paul Epworth: baixo, violão, guitarra elétrica, percussão, vocalista de apoio - Fraser T Smith: baixo elétrico, piano - Jim Gilstrap: coral, refrão - David Hidalgo: acordeão, banjo - Smokey Hormel: guitarra - Patrick Kiernan: cordas - Boguslaw Kostecki: cordas - Peter Lale: cordas - Noel Langley: trompete - Chris Laurence: cordas - Julian Leaper: cordas - Rita Manning: cordas | - Eleanor Mathieson: violino - Stephen Morris: cordas - Pino Palladino: baixo - Tom Pigott-Smith: cordas - Ruston Pomeroy: violino - Hayley Pomfrett: violino - Josef Powell: coral, refrão - James Poyser: piano - Rick Rubin: produção - Jenny Sacha: violino - Kotono Sato: violino - Jackie Shave: cordas - Emlyn Singleton: cordas - Ash Soan: bateria - Matt Sweeney: guitarra - Leo Taylor: bateria - Ryan Tedder: baixo, bateria, guitarra elétrica, Hammond B3, piano - Ben Thomas: violão, guitarra elétrica - Cathy Thompson: cordas - Julia Tillman Waters: coral, refrão - Carmen Twillie: coral, refrão - Lorna Maxine Waters: coral, refrão - Oren Waters: direção de coral - Bruce White: cordas - Dan Wilson: piano - The Wired Strings: cordas - Chris Worsey: cordas - Terry Young: coral, refrão - Warren Zielinski: cordas |

## Desempenho comercial

Países em que 21 alcançou o primeiro lugar na tabela oficial.
Países em que 21 alcançou o segundo lugar na tabela oficial.
Países em que 21 alcançou o terceiro lugar na tabela oficial.
Países em que 21 alcançou o quarto lugar na tabela oficial.

21 obteve um enorme êxito comercial; Até a data, o produto listou-se na primeira colocação das tabelas de 31 países e, acumulou vendas superiores a 31 milhões de unidades ao redor do mundo, sendo um dos discos mais vendidos de todos os tempos. De acordo com a International Federation of the Phonographic Industry (IFPI), 21 foi o mais adquirido globalmente na década de 2010, bem como o álbum mais vendido do mundo durante os anos de 2011 e 2012.
Na nação nativa de Adele, o Reino Unido, a obra estreou diretamente na posição máxima do UK Albums Chart, na edição publicada em 30 de janeiro de 2011, gerando vendas de 208 mil cópias na primeira semana. Em 17 de fevereiro, sua quarta semana no topo, o produto apresentou um aumento 890% em suas comercialização pela Amazon; uma hora após a transmissão da performance de Adele na 31ª cerimônia dos Brit Awards. Quando 19 ascendeu para o número quatro, ela tornou-se o primeiro artista desde os Beatles em 1964 a ter dois álbuns e singles nos cinco primeiros lugares da duas principais tabelas britânicas, simultaneamente,  garantindo-lhe uma entrada ao Livro dos Recordes. Na atualização posterior, 27 de fevereiro, 19 moveu-se para a vice-liderança, fazendo dela o primeiro artista na história a ocupar os dois primeiros postos do gráfico desde The Corrs em 1999. 21 liderou a UK Albums Chart em períodos separados, totalizando 23 semanas até o momento. Com isso, superou The Immaculate Collection (1990), de Madonna, que anteriormente detinha o título de maior reinado na parada para um trabalho de uma artista feminina, com nove edições. Foi o disco mais comprado em 2012 na região, apesar de ter sido lançado no início do ano anterior. A British Phonographic Industry (BPI) o agraciou com dezoito certificados de platina o que equivale a vendas superiores a 5 milhões de exemplares. Atualmente, é o quarto álbum mais adquirido de todo os tempos em terras britânicas.
Ao redor da Europa, 21, constou por 35 semanas na liderança da tabela irlandesa, a maior permanência entre qualquer um outro registro na história desse gráfico. Após vender 200 mil exemplares, recebeu dezoito vezes o certificado de platina pela Irish Recorded Music Association (IRMA). Em solo alemão, debutou no cume da tabela GfK Entertainment Charts e permaneceu lá por 150 semanas, sendo que 8 dessas foram no topo. Posteriormmente, a Bundesverband Musikindustrie (BVMI) emitiu oito certificados de platina pelas vendas de um milhão de réplicas na região. Simultaneamente, o trabalho liderou as paradas da maior parte das nações do continente, como Áustria, Croácia, Dinamarca, França, — onde foi certificado como diamante pela Syndicat National de l'Édition Phonographique (SNEP), denotando mais de 1 milhão de unidades distribuídas — Itália, Países Baixos e Suíça. Este desempenho resultou na entrega de 10 certificados de platina emitidos pela International Federation of the Phonographic Industry (IFPI), em reconhecimento as 10 milhões réplicas exportadas em toda a Europa; a maior quantidade de certificados emitidos para um único trabalho desde que o prêmio IFPI Platinum Europe foi inaugurado em 1996. Na Oceania e Ásia, estreou no comando dos gráficos da Austrália e Nova Zelândia. Vendeu um milhão de unidades no primeiro; Isso o torna o sétimo disco de todos os tempos a realizar este feito e o primeiro desde Innocent Eyes (2003), de Delta Goodrem. Enquanto no segundo, manteve-se por 28 semanas na primeira ocupação. Foi condecorado com multi-platina pelas organizações de vendas de ambos os territórios, a Australian Recording Industry Association (ARIA) e a Recorded Music NZ (RMNZ). Obteve o quarto lugar como melhor na japonesa Oricon e recebeu o certificado de ouro pela Recording Industry Association of Japan (RIAJ) em reconhecimento às 100 mil cópias vendidas.
Nos Estados Unidos, comercializou cerca de 352 mil unidades em sua semana de lançamento, entrando na posição máxima da Billboard 200. Manteve-se no posto por 24 semanas não consecutivas e, totalizou 39 edições seguidas entre as cinco primeiras ocupações e 84 semanas entre os dez maiores; Na época, essa soma impressionante o vinculou a Born in the U.S.A. (1991), de Bruce Springsteen, como a segunda maior estadia de um álbum na história da tabela. Com 6 milhões de compras digitais realizadas até janeiro de 2012, converteu-se no primeiro trabalho na história da indústria estadunidense a alcançar tal marca nesse formato. Quando suas vendas chegaram a nove milhões de réplicas, foi reconhecido como o 29.º lançamento a atingir esse valor no país desde 1991 e o primeiro desde Confessions (2005), de Usher. Em apenas 92 semanas, conseguiu tornar-se o o primeiro álbum a comercializar 10 milhões de cópias em menor tempo desde No Strings Attached (2001), de 'N Sync. Ao final de 2011 e 2012, liderou a lista dos mais vendidos, marcando a primeira vez que um mesmo disco fechou dois anos consecutivos nessa posição desde que era Nielsen SoundScan foi iniciada em 1991. Em retrospecto, foi reconhecido como o álbum mais bem-sucedido da década de 2000, de todos os tempos e por uma artista feminina na Billboard 200. Mais tarde, a Recording Industry Association of America (RIAA) reconheceu o projeto com um certificado de diamante (14× platina), denotando catorze milhões de unidades distribuídas na nação, tornando-se o primeiro lançamento da década de 2010 a atingir o feito. Atualmente, possui vendas avaliadas em 12 milhões de exemplares e ocupa o nono lugar na lista dos álbuns mais vendidos de sempre nos Estados Unidos.
No Canadá, 21 totalizou 28 edições na posição máxima da tabela de álbuns e foi certificado como diamante pela Music Canada. Contabiliza-se que a obra comercializou cerca de 1 milhão réplicas; assim, tornou-se 2.º registro com maior número de vendas de todos os tempos em território canadense, conforme divulgado pela SoundScan em 2015. Na América Latina foi igualmente bem recebido; culminou na tabela argentina e mexicana e recebeu, respectivamente, certificado quádruplo de platina e de platina e diamante pelas vendas em cada uma das duas nações. Enquanto no Brasil, o produto também atingiu o primeiro lugar e recebeu três certificados de diamante, pela Pro-Música Brasil (PMB), após serem registradas 480 mil compras na região. Foi oitavo em 2011 e o sexto em 2012, álbum mais adquirido em todo o país.
| País — Tabela musical (2011—12)     | Posição de pico |
| ----------------------------------- | --------------- |
| África do Sul (RISA)                | 1               |
| Alemanha (GfK Entertainment Charts) | 1               |
| Argentina (CAPIF)                   | 1               |
| Austrália (ARIA Charts)             | 1               |
| Áustria (Ö3 Austria Top 40)         | 1               |
| Bélgica (Ultratop 50 de Flandres)   | 1               |
| Bélgica (Ultratop 40 de Valônia)    | 1               |
| Brasil (Billboard Brazil Albums)    | 1               |
| Canadá (Canadian Albums Chart)      | 1               |
| Croácia (HDU)                       | 1               |
| Dinamarca (Hitlisten)               | 1               |
| Escócia (OCC)                       | 1               |
| Espanha (PROMUSICAE)                | 2               |
| Estados Unidos (Billboard 200)      | 1               |
| Finlândia (IFPI Finlândia)          | 1               |
| França (SNEP)                       | 1               |
| Grécia (IFPI Grécia)                | 1               |
| Irlanda (IRMA)                      | 1               |
| Itália (FIMI)                       | 1               |
| Japão (Oricon)                      | 4               |
| México (AMPROFON)                   | 1               |
| Noruega (VG-lista)                  | 1               |
| Nova Zelândia (Recorded Music NZ)   | 1               |
| Países Baixos (MegaCharts)          | 1               |
| Polônia (ZPAV)                      | 1               |
| Portugal (AFP)                      | 3               |
| Reino Unido (UK Albums Chart)       | 1               |
| Suécia (Sverigetopplistan)          | 1               |
| Suíça (Schweizer Hitparade)         | 1               |

| País — Tabela musical                     | Posição |
| ----------------------------------------- | ------- |
| Estados Unidos (Billboard 200)            | 1       |
| Estados Unidos (Billboard 200) (Mulheres) | 1       |
| Reino Unido (UK Singles Chart)            | 1       |

| País — Tabela musical (2011)        | Posição |
| ----------------------------------- | ------- |
| Alemanha (GfK Entertainment Charts) | 1       |
| Argentina (CAPIF)                   | 10      |
| Austrália (ARIA Charts)             | 1       |
| Áustria (Ö3 Austria Top 40)         | 2       |
| Bélgica (Ultratop 50 de Flandres)   | 1       |
| Bélgica (Ultratop 40 de Valônia)    | 1       |
| Brasil (Pro-Música Brasil)          | 8       |
| Canadá (Canadian Albums Chart)      | 1       |
| Dinamarca (Hitlisten)               | 2       |
| Espanha (PROMUSICAE)                | 5       |
| Estados Unidos (Billboard 200)      | 1       |
| Finlândia (IFPI Finlândia)          | 4       |
| França (SNEP)                       | 1       |
| Hungria (MAHASZ)                    | 33      |
| Irlanda (IRMA)                      | 1       |
| Itália (FIMI)                       | 4       |
| México (AMPROFON)                   | 5       |
| Mundo (IFPI)                        | 1       |
| Nova Zelândia (RMNZ)                | 1       |
| Países Baixos (MegaCharts)          | 1       |
| Polônia (ZPAV)                      | 1       |
| Reino Unido (UK Singles Chart)      | 1       |
| Suécia (Sverigetopplistan)          | 2       |
| Suíça (Schweizer Hitparade)         | 1       |

| País — Tabela musical (2012)        | Posição |
| ----------------------------------- | ------- |
| Alemanha (GfK Entertainment Charts) | 3       |
| Argentina (CAPIF)                   | 1       |
| Austrália (ARIA Charts)             | 3       |
| Áustria (Ö3 Austria Top 40)         | 1       |
| Bélgica (Ultratop 50 de Flandres)   | 1       |
| Bélgica (Ultratop 40 de Valônia)    | 1       |
| Brasil (Pro-Música Brasil)          | 6       |
| Canadá (Canadian Albums Chart)      | 1       |
| Dinamarca (Hitlisten)               | 5       |
| Espanha (PROMUSICAE)                | 4       |
| Estados Unidos (Billboard 200)      | 1       |
| Finlândia (IFPI Finlândia)          | 5       |
| França (SNEP)                       | 1       |
| Hungria (MAHASZ)                    | 6       |
| Irlanda (IRMA)                      | 7       |
| Itália (FIMI)                       | 2       |
| México (AMPROFON)                   | 2       |
| Mundo (IFPI)                        | 1       |
| Nova Zelândia (RMNZ)                | 1       |
| Países Baixos (MegaCharts)          | 1       |
| Reino Unido (UK Single Chart)       | 2       |
| Rússia (2m)                         | 4       |
| Suécia (Sverigetopplistan)          | 15      |
| Suíça (Schweizer Hitparade)         | 1       |

| País — Tabela musical (2010—19) | Posição |
| ------------------------------- | ------- |
| Austrália (ARIA Charts)         | 1       |
| Canadá (Canadian Albums Chart)  | 1       |
| Estados Unidos (Billboard 200)  | 1       |
| Reino Unido (UK Singles Chart)  | 1       |

| Região | Certificação       | Vendas      |
| --- | ------------------ | ----------- |
| Argentina (CAPIF) | 4× Platina         | 160 000^    |
| Alemanha (BVMI) | 8× Platina         | 1 600 000^  |
| Austrália (ARIA) | 17× Platina        | 1 190 000   |
| Áustria (IFPI Áustria) | Platina            | 20 000*     |
| Bélgica (BEA) | 6× Platina         | 180 000*    |
| Brasil (Pro-Música Brasil) | 3× Diamante        | 480 000‡    |
| Canadá (Music Canada) | 2× Diamante        | 1 600 000‡  |
| Chile (IFPI Chile) | 2× Platina         | 20 000^     |
| Dinamarca (IFPI Dinamarca) | 9× Platina         | 160 000‡    |
| Espanha (PROMUSICAE) | 5× Platina         | 300 000^    |
| Estados Unidos (RIAA) | Diamante           | 14 000 000‡ |
| Finlândia (Musiikkituottajat) | 2× Platina         | 83 234^     |
| França (SNEP) | Diamante           | 1 816 800   |
| Grécia (IFPI Grécia) | Ouro               | 3 000^      |
| Hungria (MAHASZ) | Platina            | 6 000^      |
| Irlanda (IRMA) | 18× Platina        | 270 000^    |
| Itália (FIMI) | 8× Platina         | 480 000*    |
| Japão (RIAJ) | Ouro               | 100 000^    |
| México (AMPROFON) | Diamante+3×Platina | 480 000‡    |
| Nova Zelândia (RIANZ) | 13× Platina        | 195 000^    |
| Noruega (IFPI Noruega) | Platina            | 30 000*     |
| Países Baixos (NVPI) | 4× Platina         | 200 000^    |
| Polônia (ZPAV) | 2× Platina         | 200 000*    |
| Portugal (AFP) | 2× Platina         | 40 000^     |
| Reino Unido (BPI) | 18× Platina        | 5 290 000   |
| Rússia (2M) | Ouro               | 5 000*      |
| Suécia (GLF) | 3× Platina         | 120 000^    |
| Suíça (IFPI Suíça) | 7× Platina         | 210 000^    |
| Venezuela (APFV) | Ouro               | 10 000*     |
| Resumos |                    |             |
| Europa (IFPI) | 10× Platina        | 10 000 000* |
| Mundo | —                  | 31 000 000  |
| *números de vendas baseados somente na certificação ^distribuições baseadas apenas na certificação ‡vendas+valores de streaming baseados somente na certificação |                    |             |